# Ulla Jacobsson
Ulla Jacobsson (Göteborg, 23 mei 1929 – Wenen, 20 augustus 1982) was een Zweeds actrice.

## Biografie
Jacobsson speelde begin jaren vijftig in het theater van Göteborg. Ze werd internationaal bekend door haar naaktscènes in Hon dansade en sommar (1951). Andere grote rollen had ze in onder andere Sommarnattens leende (1955) en Hjältarna från Telemarken (1965). Haar rol in de Amerikaanse film Love Is a Ball (1963) was een poging om van haar een sekssymbool te maken. In Groot-Brittannië is ze vooral bekend van het spelen van een van de weinige vrouwelijke rollen in Zulu (1964). Ze won de Duitse Filmprijs voor beste vrouwelijke bijrol in Alle Jahre wieder (1967).
Jacobsson is drie keer getrouwd geweest, onder andere, in de jaren vijftig, met de Nederlandse beeldend kunstenaar Frank Lodeizen. Ze kreeg twee kinderen, waarvan één met Lodeizen.
Ze stierf aan botkanker op 20 augustus 1982 in Wenen en werd begraven op het Wiener Zentralfriedhof.

## Filmografie (selectie)
- Hon dansade en sommar (1951)
- All jordens fröjd (1953)
- Karin Månsdotter (1954)
- Herr Arnes penningar (1954)
- Sommarnattens leende (1955)
- Sången om den eldröda blomman (1956)
- Crime et Châtiment (1956)
- Körkarlen (1958)
- Love Is a Ball (1963)
- Zulu (1964)
- Nattmara (1965)
- The Heroes of Telemark (1965)
- Alle Jahre wieder (1967)
- Ett köpmanshus i skärgården (1973, TV)